# Brandon Sebirumbi
Brandon Alan Sebirumbi (nacido el 15 de mayo de 1990 en Fort Worth, Texas) es un jugador de baloncesto estadounidense de ascendencia ugandesa que actualmente pertenece a la plantilla del Aceitunas Fragata Morón de la LEB Plata, la tercera división española. Con 2,06 metros de altura juega en la posición de Pívot. Es internacional absoluto con Uganda.

## Escuela secundaria
Se formó en el Keller Central High School, situado en Keller, Texas, siendo entrenado por Kit Pehl. En su año senior promedió 11,6 puntos y 10 rebotes (máximo reboteador del distrito y 3º del área Dallas/Fort Worth), liderando a su equipo a clasificarse para los play-offs de 2008 con un récord de 17-12 (10-4 en liga). Fue honorificado All-District 5-5A como junior y senior. Jugó el AAU basketball con los Dallas Mustangs junto con su posterior compañero en los Paladins, Neil Duval, y fue entrenado por Tony Johnson.

## Universidad
Tras graduarse en 2008, se unió a la Universidad de Furman, situada en Greenville, Carolina del Sur, donde cumplió su periplo universitario de cuatro años (2008-2012).

### Furman
En su primera temporada, su año freshman (2008-2009), jugó 29 partidos (28 como titular) con los Paladins con un promedio de 5,3 puntos (46,8 % (52-111) en tiros de 2) y 3,4 rebotes en 22,7 min. Anotó 10 o más puntos en 5 ocasiones. En su quinto partido con la universidad, hizo su primer doble-doble (12 puntos y 10 rebotes contra los Notre Dame Fighting Irish). Volvió a coger 10 rebotes (máxima de la temporada) contra los Samford Bulldogs.
En su segunda temporada, su año sophomore (2009-2010), jugó 30 partidos (18 como titular) con los Paladins con un promedio de 5,3 puntos (51,6 % (48-93) en tiros de 2) y 2,8 rebotes en 19 min. Anotó 15 puntos y cogió 4 rebotes contra los Georgia Southern Eagles. Metió 12 puntos en la derrota contra los UNC Greensboro Spartans en el torneo de la SoCon.
En su tercera temporada, su año junior (2010-2011), jugó 33 partidos (30 como titular) con los Paladins con un promedio de 7,4 puntos (59,7 % en tiros de 2) y 3,6 rebotes en 22,6 min. Llegó con los Paladins a las semifinales del torneo de la SoCon. Tuvo el 5º mejor % de tiros de 2 de toda la SoCon.
En su cuarta y última temporada, su año senior (2011-2012), jugó 29 partidos (28 como titular) con los Paladins con un promedio de 11,1 puntos (52,9 % en tiros de 2), 5,6 rebotes y 1 asistencia en 26,3 min. Fue el 4º en rebotes ofensivos totales (83) y el 2º en tiros libres anotados anotados (126) de la SoCon.
Disputó un total de 123 partidos (107 como titular) con los Furman Paladins entre las cuatro temporadas, promediando 7,3 puntos (53,2 % en tiros de 2 y 65,5 % en tiros libres) y 3,8 rebotes en 22,7 min de media. Terminó su carrera universitaria como el 11º en rebotes ofensivos totales (223) de la SoCon.

## Trayectoria profesional

### Sampaense Basket
Tras no ser elegido en el Draft de la NBA de 2012, vivió su primera experiencia como profesional en Portugal, en las filas del Sampaense Basket de la LPB, club por el que fichó para la temporada 2012-2013.
Llegó con el equipo a las semifinales de la Copa de baloncesto de Portugal y se clasificaron para los play-offs, siendo eliminados en cuartos de final por el Académica de Coimbra. 
Disputó un total de 18 partidos de liga y 4 de play-offs con el cuadro de Coímbra, promediando en liga 7,6 puntos (50,5 % en tiros de 2) y 5,9 rebotes en 24,5 min de media, mientras que en play-offs promedió 6,5 puntos (75 % en tiros libres), 3 rebotes y 1 asistencia en 15,3 min de media.

### Planasa Navarra
El 4 de septiembre de 2013, el Planasa Navarra de la LEB Oro, la segunda división española, anunció su fichaje para la temporada 2013-2014.
Disputó 24 partidos de liga con el conjunto pamplonica, promediando 2,9 puntos y 2,6 rebotes en 12,1 min de media.

### Cáceres Patrimonio de la Humanidad
El 19 de agosto de 2014, el Cáceres Patrimonio de la Humanidad de la LEB Plata, la tercera división española, anunció su incorporación de cara a la temporada 2014.2015.
Se proclamó campeón de la LEB Plata con los extremeños, ascendiendo de esta manera a la LEB Oro. Disputó 28 partidos de liga con el equipo cacereño, promediando 7,7 puntos (59,7 % en tiros de 2) y 4,8 rebotes en 19,3 min de media. 
Tuvo el 7º mejor % de tiros de 2 y fue el 16º máximo reboteador ofensivo (2 por partido), el 18º máximo taponador (0,5 por partido) y el 12º en mates (0,4 por partido) de la LEB Plata.

### CarrefourEl Bulevarde Ávila
El 15 de septiembre de 2015, el Carrefour El Bulevar de Ávila también de la LEB Plata, anunció su contratación para la temporada 2015-2016.
Con los verderones fue subcampeón de la Copa LEB Plata, tras perder en la final por 66-76 contra el Marín Ence PeixeGalego (Sebirumbi anotó 2 puntos, cogió 1 rebote, robó 2 balones y perdió 4, puso 2 tapones y cometió 5 faltas para -3 de valoración en 13,4 min).
Disputó 24 partidos de liga con el conjunto abulense, promediando 8,6 puntos (70,5 % en tiros libres), 6 rebotes y 1,2 asistencias en 26 min de media. 
Tuvo el 25º mejor % de tiros libres y fue el 20º máximo reboteador y taponador (0,4 por partido), el 6º en rebotes ofensivos (2,7 por partido), el 7º en faltas recibidas (4 por partido), el 29º en valoración (11,3 por partido) y el 19º en mates (0,2 por partido) de la LEB Plata.

### Aceitunas Fragata Morón
El 17 de agosto de 2018, el Aceitunas Fragata Morón anunciaba la incorporación de Sebirumbi para la temporada 2018-2019.

## Selección Ugandesa
Es internacional absoluto con la selección de baloncesto de Uganda desde 2015, cuando disputó el AfroBasket 2015, celebrado en Radès, Túnez.
Uganda finalizó en 15.ª posición y Sebirumbi jugó 5 partidos con un promedio de 8,6 puntos y 7,8 rebotes en 22,4 min de media. Fue el máximo reboteador y el 3º máximo anotador de su selección.
Finalizó el AfroBasket 2015 como el 8º máximo reboteador y el 17º máximo taponador (0,8 por partido) y tuvo el 16º mejor % de tiros de 2 (46,9 %) y el 40.º mejor % de tiros libres (61,9 %).